# Sadocus
Sadocus es un género de arácnido  del orden Opiliones de la familia Gonyleptidae.

## Especies
Las especies de este género son:
- Sadocus allermayeri
- Sadocus asperatus
- Sadocus dilatatus
- Sadocus funestis
- Sadocus ingens
- Sadocus nigronotatus
- Sadocus polyacanthus

Nota: cambios
- Sadocus bicornis = Sadocus asperatus
- Sadocus brasiliensis = Discocyrtus catharinensis
- Sadocus calcar = Gonyleptes horridus
- Sadocus conspicillatus = Sadocus polyacanthus
- Sadocus exceptionalis = Sadocus polyacanthus
- Sadocus guttatus = Sadocus polyacanthus
- Sadocus planiceps => Eubalta planiceps